# Степерино
Степерино — деревня в северной части Порховского района Псковской области. Входит в состав сельского поселения «Дубровенская волость».

## География
Расположена на левом берегу реки Степеринка, в 20 км к северо-западу от города Порхов. К югу примыкает деревня Готовино. В 12 км северо-восточнее находится волостной центр, деревня Боровичи.

## Население
Численность населения на конец 2000 года составляла 50 жителей.